# Beatrix II van Bourgondië
Beatrix II van Bourgondië (circa 1193 — 7 mei 1231) was van 1205 tot 1231 gravin van Bourgondië. Ze behoorde tot het huis Hohenstaufen.

## Levensloop
Ze was de dochter van graaf Otto I van Bourgondië en Margaretha van Blois. Haar grootvader langs vaderskant was keizer Frederik I Barbarossa van het Heilige Roomse Rijk. Een oudere broer van haar vader, keizer Hendrik VI, was ook keizer, een jongere broer, Filips van Zwaben, werd Rooms-Duits koning.
Na het overlijden van haar vader in 1200 werd de oudere zus van Beatrix, Johanna, gravin van Bourgondië. Toen Johanna in 1205 zonder nakomelingen stierf, volgde Beatrix II haar op als gravin van Bourgondië. Zolang ze minderjarig was, regeerde haar moeder in haar naam. Als zijzelf ook zonder nakomelingen zou sterven, zou haar oom Filips van Zwaben het vrijgraafschap Bourgondië overnemen.
Op 21 juni 1208 huwde ze in Bamberg met hertog Otto I van Meranië, die vanaf dan samen met Beatrix II onder de naam Otto II het vrijgraafschap Bourgondië regeerde. Met dit huwelijk verbond het Huis Hohenstaufen zich met het huis Andechs. Ze kregen de volgende kinderen:
- Otto II (circa 1226-1248), hertog van Meranië, markgraaf van Istrië en onder de naam Otto III graaf van Bourgondië.
- Agnes (circa 1215-1263), huwde met hertog Frederik II van Oostenrijk en daarna met hertog Ulrich III van Karinthië.
- Beatrix (circa 1210-1271), huwde met graaf Herman II van Weimar-Orlamünde.
- Margaretha (overleden in 1271), huwde met markgraaf Přemysl van Moravië en daarna met graaf Frederik van Truhendingen
- Adelheid (circa 1209-1279), vanaf 1248 gravin van Bourgondië, huwde met graaf Hugo III van Chalon en daarna met graaf Filips I van Savoye.
- Elisabeth, huwde met burggraaf Frederik III van Neurenberg.

In 1231 overleed Beatrix II, waarna ze begraven werd in het klooster Langheim in Lichtenfels.

## Voorouders
| Voorouders van Beatrix II van Bourgondië (11963-1231) | Voorouders van Beatrix II van Bourgondië (11963-1231)                                    | Voorouders van Beatrix II van Bourgondië (11963-1231)                                    | Voorouders van Beatrix II van Bourgondië (11963-1231)                                    | Voorouders van Beatrix II van Bourgondië (11963-1231)                                    | Voorouders van Beatrix II van Bourgondië (11963-1231)                           | Voorouders van Beatrix II van Bourgondië (11963-1231)                           | Voorouders van Beatrix II van Bourgondië (11963-1231)                       | Voorouders van Beatrix II van Bourgondië (11963-1231)                       |
| ----------------------------------------------------- | ---------------------------------------------------------------------------------------- | ---------------------------------------------------------------------------------------- | ---------------------------------------------------------------------------------------- | ---------------------------------------------------------------------------------------- | ------------------------------------------------------------------------------- | ------------------------------------------------------------------------------- | --------------------------------------------------------------------------- | --------------------------------------------------------------------------- |
| Overgrootouders                                       | Frederik II van Zwaben (1090-1147) ∞ Judith van Beieren (1100-1130)                      | Frederik II van Zwaben (1090-1147) ∞ Judith van Beieren (1100-1130)                      | Reinoud III van Bourgondië (1093-1148) ∞ 1130 Agatha van Lotharingen (-)                 | Reinoud III van Bourgondië (1093-1148) ∞ 1130 Agatha van Lotharingen (-)                 | Theobald IV van Blois (1190-1152) ∞ Mathilde van Sponheim-Karinthië (1205-1241) | Theobald IV van Blois (1190-1152) ∞ Mathilde van Sponheim-Karinthië (1205-1241) | Lodewijk VII van Frankrijk (1120-1180) ∞ Eleonora van Aquitanië (1122-1204) | Lodewijk VII van Frankrijk (1120-1180) ∞ Eleonora van Aquitanië (1122-1204) |
| Grootouders                                           | Keizer Frederik I Barbarossa (1122-1190) ∞ 1156 Beatrix I van Bourgondië (ca. 1140-1184) | Keizer Frederik I Barbarossa (1122-1190) ∞ 1156 Beatrix I van Bourgondië (ca. 1140-1184) | Keizer Frederik I Barbarossa (1122-1190) ∞ 1156 Beatrix I van Bourgondië (ca. 1140-1184) | Keizer Frederik I Barbarossa (1122-1190) ∞ 1156 Beatrix I van Bourgondië (ca. 1140-1184) | Theobald V van Blois (1130-1191) ∞ Adelheid van Blois (1150-1198)               | Theobald V van Blois (1130-1191) ∞ Adelheid van Blois (1150-1198)               | Theobald V van Blois (1130-1191) ∞ Adelheid van Blois (1150-1198)           | Theobald V van Blois (1130-1191) ∞ Adelheid van Blois (1150-1198)           |
| Ouders                                                | Otto I van Bourgondië (1167-1200) ∞ Margaretha van Blois (1170-1230)                     | Otto I van Bourgondië (1167-1200) ∞ Margaretha van Blois (1170-1230)                     | Otto I van Bourgondië (1167-1200) ∞ Margaretha van Blois (1170-1230)                     | Otto I van Bourgondië (1167-1200) ∞ Margaretha van Blois (1170-1230)                     | Otto I van Bourgondië (1167-1200) ∞ Margaretha van Blois (1170-1230)            | Otto I van Bourgondië (1167-1200) ∞ Margaretha van Blois (1170-1230)            | Otto I van Bourgondië (1167-1200) ∞ Margaretha van Blois (1170-1230)        | Otto I van Bourgondië (1167-1200) ∞ Margaretha van Blois (1170-1230)        |